# حذف المقالات في ويكيبيديا
حذف المقالات في ويكيبيديا صاغ مجتمع ويكيبيديا مجموعة عمليات على مر الزمن، يقوم محررو ويكيبيديا المتطوعون من خلال هذه العمليات بحذف المقالات من الموسوعة الإلكترونية بشكل منتظم. الطريق الأكثر شيوعا هو الحذف التام للمقالات التي تنتهك بوضوح قواعد الموقع (الحذف السريع). وتشمل الآليات الأخرى عملية تعاونية وسيطة تتجاوز المناقشة الكاملة الحذف المقترح، ومناقشة كاملة في المنتدى المخصص المسمى مقالات للحذف. كإجراء فني، لا يمكن إجراء الحذف إلا بواسطة مجموعة فرعية من المحررين الذين تم تعيين امتيازات متخصصة معينة لهم من قبل المجتمع، ويطلق عليهم اسم إداريو ويكيبيديا. يمكن الطعن في أي إغفال تم تنفيذه من خلال الاستئناف إلى مسؤول الحذف أو على لوحة مناقشة أخرى تسمى مراجعة الحذف.
في بعض الأحيان، تجذب حالات الحذف انتباه الجمهور، مما يسبب الجدل أو الانتقادات لويكيبيديا أو الكيانات الأخرى. لقد تسببت اتفاقيات وممارسات الحذف في جدال طويل الأمد داخل مجتمع ويكيبيديا، مما شكل مدرستين فكريتين، واحدة تفضل الحذف بشكل عام كممارسة تقليدية وروتينية نسبيًا (الحذف) والأخرى تقترح الاحتفاظ على نطاق أوسع (الشمولية).

## النِطَاق
من خلال عملية AfD، تم حذف ما يقرب من 500 ألف مقال من ويكيبيديا الإنجليزية بين عامي 2001 و2021. في عام 2021، تم ترشيح حوالي 20 ألف مقالة للحذف من ويكيبيديا الإنجليزية. يتم حذف حوالي 60% من المقالات المرشحة للحذف، ويتم الاحتفاظ بحوالي 25%، ويتم دمج الباقي مع مقال آخر، أو إعادة توجيهه إلى مقال آخر، أو يواجه مصيرًا آخر. لقد تغير معدل AfDs بعد القيود المفروضة على إنشاء المقالات في عام 2017. وفقًا لدراسة أجريت على مناقشات حزب البديل من أجل ألمانيا من عام 2005 حتى عام 2018، لم يتم إغلاق 5% من مناظرات حزب البديل من أجل ألمانيا من قبل المسؤول، ولم يحصل 3% منها على أي أصوات بعد الترشيح. انتهى حوالي 64% من المقالات البديلة بـ"الحذف" و24% بـ"الاحتفاظ"، مع دمج الباقي في مقالات أخرى (4%)، أو إعادة توجيهها، أو نتائج أخرى.
يتمتع المحررون المخضرمون بمعدلات مشاركة غير متناسبة في مناقشات حزب البديل لألمانيا، مقارنة بالمحررين الجدد، وقد زاد دورهم بمرور الوقت. على الرغم من أن 161,266 محررًا ساهموا في مناقشات حزب البديل لألمانيا، إلا أن أقل من واحد بالمائة (1,218) تمكنوا من توليد نصف إجمالي الأصوات التي حصلوا عليها من حزب البديل لألمانيا. ومع ذلك، فإن المشاركين الأكثر نشاطًا ليسوا أكثر احتمالية من محرري ويكيبيديا الآخرين للفوز في مناقشات البديل لألمانيا.
ورغم أن النتيجة الافتراضية لتصويت حزب البديل من أجل ألمانيا هي الإبقاء على المادة، فإن "الزخم في حزب البديل من أجل ألمانيا يتجه نحو الحذف". ووفقاً للباحثين، فإن "التصويت المبكر قادر على التنبؤ بالنتائج إلى حد كبير". ومن الجدير بالذكر أنه عندما يدعو "التصويت" الأولي في مناقشة حزب البديل من أجل ألمانيا إلى الحذف، فإنه يثبت نجاحه في 84.5% من الحالات. عامل رئيسي آخر في مناقشات البديل من أجل ألمانيا هو الاستشهاد بسياسات ويكيبيديا ذات الصلة، مع الاستشهاد المبكر بسياسات الملحوظية المحددة باعتبارها الأكثر قدرة على تحويل المناقشة إلى الاحتفاظ بها، مثل الشهرة في علم الفلك أو فنون الدفاع عن النفس.

## الغاية
في النسخة الإنجليزية من موسوعة ويكيبيديا على الإنترنت، تعتبر الشهرة معيارًا لتحديد ما إذا كان الموضوع يستحق مقالة منفصلة في ويكيبيديا. تم وصفه في الدليل الإرشادي "ويكيبيديا:الملحوظية". بشكل عام، الملحوظية هي محاولة لتقييم ما إذا كان الموضوع "قد حظي باهتمام كبير بما فيه الكفاية من قبل العالم بأسره وعلى مدى فترة من الزمن" كما يتضح من التغطية الكبيرة في المصادر الثانوية الموثوقة والمستقلة عن الموضوع". تم تقديمه في عام 2006، ومنذ ذلك الحين كان موضوعًا لخلافات مختلفة.
وفقًا لاتفاقيات المجتمع، يتم استخدام الحذف للتأكد من أن موضوع كل مقالة في ويكيبيديا يستحق التغطية الشاملة، أي الجديرة بالملاحظة. :218 كما يتم استخدام الحذف لإزالة المحتوى من الموسوعة الذي ينتهك حقوق الملكية الفكرية، وخاصة حقوق النشر، والمحتوى الذي يهدف فقط إلى الإعلان عن منتج. :218

#### الحذف والإدماج
إن الحذف والشمولية فلسفتان متعارضتان تطورتا إلى حد كبير داخل مجتمع الموقع. وتعكس المصطلحات آراء مختلفة حول النطاق المناسب للموسوعة والاتجاهات المقابلة إما لحذف أو تضمين مقال موسوعي معين.
إن الحذفيين هم من أنصار التغطية الانتقائية وإزالة المقالات التي يُنظر إليها على أنها ضعيفة الدفاع. إن وجهات نظر الحذفيين مدفوعة عادةً برغبة في أن تركز ويكيبيديا على مواضيع مهمة وتغطيتها، جنبًا إلى جنب مع الرغبة في وضع حد ثابت لانتشار الاستخدام الترويجي (الذي يُنظر إليه على أنه إساءة استخدام للموقع)، والتفاهات، والمقالات التي لا تهم الجمهور في رأيهم، أو تفتقر إلى مادة المصدر المناسبة للتغطية عالية الجودة، أو قصيرة جدًا أو رديئة الجودة بشكل غير مقبول، أو قد تتسبب في زيادة عبء الصيانة على المجتمع.
إن الشموليين هم من أنصار الاحتفاظ الواسع، بما في ذلك الاحتفاظ بالمقالات "غير الضارة" والمقالات التي يُنظر إليها على أنها دون المستوى للسماح بالتحسين في المستقبل. إن وجهات النظر التي تنادي بالشمولية تنبع عادة من الرغبة في إبقاء ويكيبيديا واسعة النطاق في التغطية مع وجود حاجز دخول أقل بكثير للمواضيع التي تغطيها، جنبًا إلى جنب مع الاعتقاد بأنه من المستحيل معرفة المعرفة التي قد تكون "مفيدة" أو منتجة، وأن المحتوى غالبًا ما يبدأ رديئًا ويتحسن مع الوقت، وأنه لا توجد تكلفة إضافية للتغطية، وأن الخطوط التعسفية في الرمال غير مفيدة وقد تثبت أنها تسبب الانقسام، وأن حسن النية يتطلب تجنب الحذف التعسفي لأعمال الآخرين. يمتد البعض هذا ليشمل السماح بمجموعة أوسع من المصادر مثل المدونات البارزة ومواقع الويب الأخرى.

## نظرة عامة على العمليات
ما لم يقم المسؤول بحذف مقال بمجرد رؤيته، فإن عملية الحذف تتضمن إضافة قالب إلى التقرير بواسطة محرر، للإشارة إلى القراء والمحررين الآخرين إلى نوع عملية الحذف المطلوبة لتلك المقالة. إن إزالة قالب يقترح الحذف السريع أو الحذف المقترح غالبا ما يؤدي إلى ترشيح رسمي للحذف من خلال حزب البديل من أجل ألمانيا. وعلى النقيض من ذلك، لا يجوز إزالة قالب البديل لألمانيا إلا بعد انتهاء المناقشة. عندما يتم حذف مقال، يتم عادةً حذف صفحة نقاش المقال أيضًا، بالإضافة إلى الروابط التي تعيد التوجيه إلى المقال المحذوف. يتم إجراء مناقشات الحذف على صفحات منفصلة مخصصة لهذا الغرض ولا يتم حذفها. يمكن لمسؤولي ويكيبيديا رؤية المحتوى الذي تم حذفه، ولكن المحررين الآخرين والزوار للموقع لا يستطيعون ذلك. توجد عمليات تسمح للمحررين بطلب الوصول إلى المحتوى المحذوف لاستخدامه لأغراض أخرى.

#### الحذف السريع
يجوز للمسؤولين حذف مقالات محددة على ويكيبيديا دون الرجوع إلى المجتمع. "وفقًا لسياسة ويكيبيديا، يجب على المحررين ترشيح مقال للحذف السريع فقط في ظل ظروف محدودة، مثل التخريب المحض، وعدم وضع علامة على الصفحات المشروعة دون مناقشة بحسن نية".
تحتفظ ويكيبيديا بقائمة موسعة من المعايير للحذف السريع، :220 وتقع غالبية الصفحات المحذوفة ضمن أحد معايير الحذف السريع (البريد العشوائي، وانتهاكات حقوق النشر ، والتخريب، وصفحات الاختبار وما إلى ذلك) ويمكن لأي مسؤول حذفها بمجرد رؤيتها. :201في بعض الحالات، تم تطبيق الحذف السريع على الحذف الجماعي للمقالات التي تم إنشاؤها بواسطة حسابات وهمية محددة لمحررين تم دفع أموال لهم لتطوير التقارير في انتهاك لشروط استخدام ويكيبيديا. عادةً ما يقوم شخص غير مسؤول يسعى إلى الحذف السريع لمقالة ما بإضافة قالب حذف سريع إلى أعلى المقالة، والذي بدوره يضيف المقالة إلى قائمة يتم فحصها بواسطة المسؤولين لهذا الغرض. :220

#### الحذف المقترح
الحذف المقترح، أو PROD، هي عملية وسيطة تم تطويرها للمقالات التي لا تفي بمعايير الحذف السريع ولكن من غير المحتمل أن تكون هناك حاجة لمناقشتها بالكامل. كما هو الحال مع الحذف السريع، تتم إضافة قالب إلى الصفحة يشير إلى أن الحذف مطلوب. سيتم حذف المقالة إذا لم يعترض أي محرر أو يزيل العلامة خلال سبعة أيام. :221
تولي سياسات ويكيبيديا اهتمامًا خاصًا للسير الذاتية للأشخاص الأحياء بسبب المخاوف المتعلقة بالتشهير وحقوق الشخصية الأخرى، والتي قد يتم حذفها بسبب افتقارها إلى الاستشهادات. حدد شنايدر وآخرون الحذف المقترح لهذه السير الذاتية كمسار منفصل للحذف. :2, 8

#### مقالات للحذف

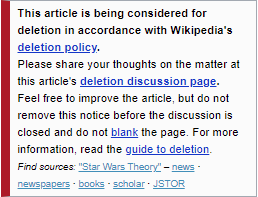
إشعار نموذجي لحزب البديل من أجل ألمانيا

بالنسبة للمقالات التي لا تفي بمعايير الحذف السريع والتي لم يتم محاولة حذفها المقترح أو تمت إزالة علامة PROD، يمكن للمحررين ترشيح المقالة للحذف من خلال مناقشة المجتمع. تستمر المناقشات عادة لمدة سبعة أيام، وبعدها يقرر المحرر الحاسم ما إذا كان قد تم التوصل إلى إجماع أم لا. يتم إجراء مناقشات الحذف على صفحات منفصلة في مساحة مشروع ويكيبيديا المخصصة لهذا الغرض، ولا يتم حذف المناقشات نفسها. يمكن لأي محرر المشاركة في المناقشة، كما أن بعض محرري ويكيبيديا يشاركون بشكل مستمر في مناقشات المقالات للحذف. يمكن اختصار المناقشات بموجب "بند كرة الثلج"، :158حيث يتطور بسرعة إجماع ساحق على نتيجة معينة، وعلى العكس من ذلك يمكن تمديده عدة مرات، وفي حالات نادرة يستمر لمدة شهر أو أكثر. تشجع سياسة ويكيبيديا المحررين على استخدام الحذف باعتباره "الملجأ الأخير" بعد محاولات تحسين المقالة من خلال إجراء بحث إضافي. توجد لوحات مناقشة منفصلة لحذف أنواع أخرى من المحتوى، بما في ذلك "إعادة التوجيه للمناقشة" (RfD)، و"فئات للمناقشة" (CfD)، و"ملفات للمناقشة" (FfD)، و"قوالب للمناقشة" (TfD)، و"متنوعات للحذف" (MfD). يتضمن الأخير مقترحات لحذف صفحات مساحة المشروع والبوابات وصفحات مساحة المستخدم. :224, 257
تبدأ المناقشات باقتراح الحذف، ولكنها قد تؤدي إلى حل العديد من النتائج المحتملة. ومن الاحتمالات الشائعة الأخرى أن يتم الاحتفاظ بالمقالة، سواء بالإجماع على الاحتفاظ بها، أو في غياب الاتفاق على نتيجة أخرى أو دمجها في مقال آخر، أو إعادة توجيه العنوان إلى تقرير آخر، وقد يستلزم الأخير أو لا يستلزم حذف سجل تحرير الصفحة المحذوفة. تدعم سياسة ويكيبيديا البحث عن "بدائل للحذف" (ATD)، والتي قد تتضمن أي بدائل.